# 阿島傘

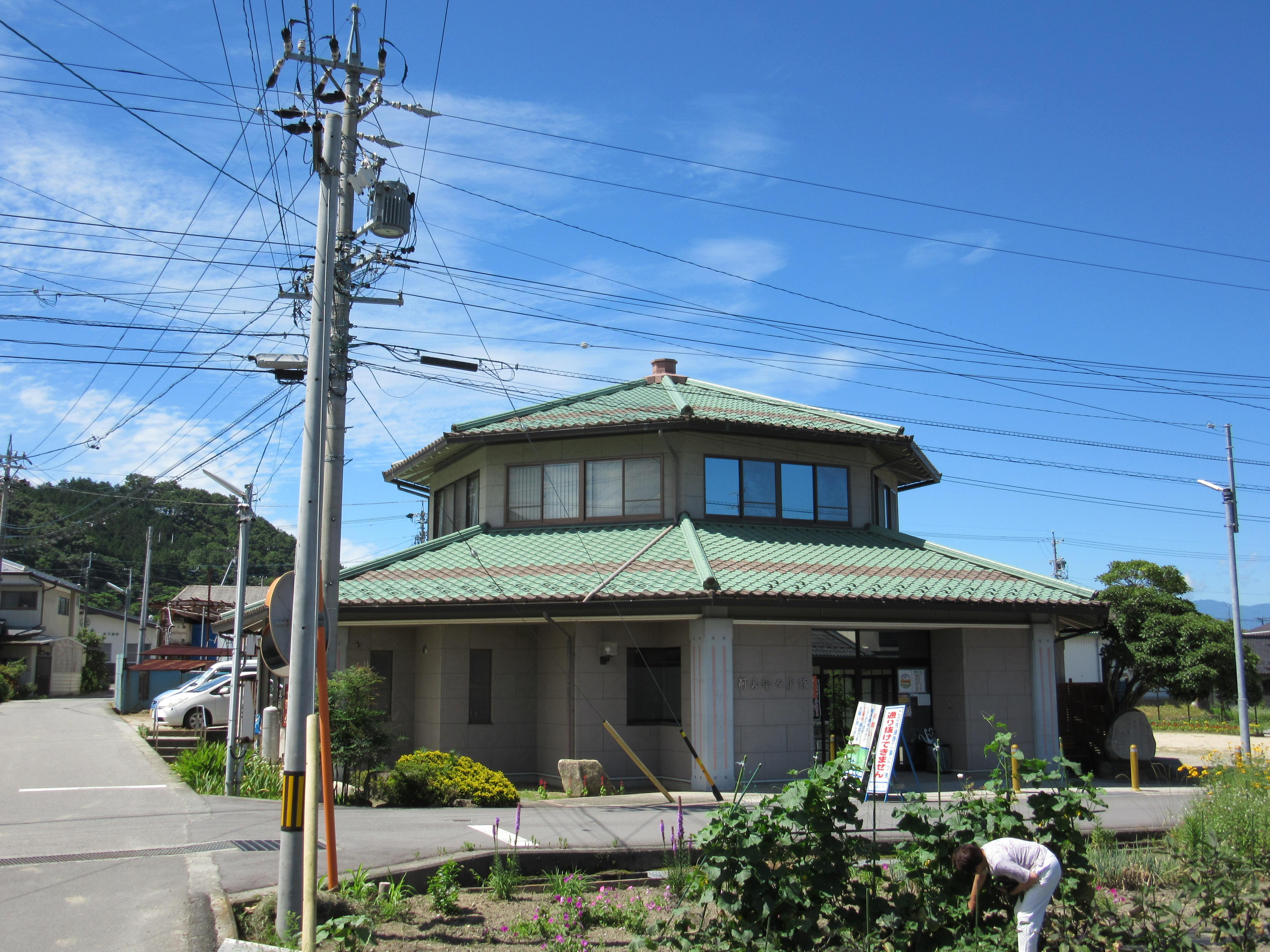
阿島傘伝承館

阿島傘（あじまがさ）とは長野県下伊那郡喬木村の特産品のひとつとして生産される和傘のこと。

## 阿島傘の伝承
阿島傘の由来は、江戸時代中期に幕府の旗本で、慶長6年（1601年）以来江戸幕府の命で浪合の関所を守っていた知久氏が知行していた信濃国伊那郡阿島村（現代の喬木村）において、ある春の日に当地を訪れた僧侶が阿島氏の関所の前で倒れ、関守がこれを看病したため、その謝礼として和傘の製法を伝え、知久氏の家臣の内職として奨励され、やがて農家の副業として今日の喬木村の特産物となったというものである。
知行していた知久氏は、阿島傘を製作するうえで必要な材料の全てが知行地内に産することに着目し、この地の産業として普及に努めた。阿島傘の精度は高く、名声はしだいに遠隔の地まで届くようになった。
大正時代には家内工業として発展し、最盛期には100戸ほどで年間30万本が製作された。昭和に入ると生産地の不況と産地間競争、戦後は洋傘の普及によって次第に生産本数を減らし、現在ではわずかに1軒を残すのみで、3000本程度の年間出荷量である。
「阿島傘の会」は、阿島傘の研究、伝承、保存活動を進めており、会員は50人ほど。同地区にある阿島傘伝承館の展示や管理をしている。

## その他
- 手作り阿島傘体験教室を阿島傘伝承館で開催。5名以上で要予約。
- 喬木村民グランド付近の見晴らしの良い「アルプスの見える丘公園」に大きな阿島傘がある。
- 平成元年、日本一大きい和傘を製作するというプロジェクトを実施。高さ4m、直径6m、重さ240kgという巨大和傘を製作し、岐阜市歴史博物館に展示されている直径5.7mの岐阜和傘を抜いて日本一となった[1]が、平成14年に大分県のイベントで製作された中津和傘の直径10mに抜かれている。この和傘は現在、阿島傘伝承館に半開きの状態で展示されている[2]。